# NGC 7232A
NGC 7232A је спирална галаксија у сазвежђу Ждрал која се налази на NGC листи објеката дубоког неба.
Деклинација објекта је - 45° 53' 37" а ректасцензија 22h 13m 41,1s. Привидна величина (магнитуда) објекта NGC 7232 износи 13,2 а фотографска магнитуда 14,0. NGC 7232A је још познат и под ознакама ESO 289-3, IRAS 22105-4608, PGC 68329.